# Celerena mutatipes
Celerena mutatipes är en fjärilsart som beskrevs av Louis Beethoven Prout 1916. Celerena mutatipes ingår i släktet Celerena och familjen mätare. Inga underarter finns listade i Catalogue of Life.